# Heinrich von Brunn

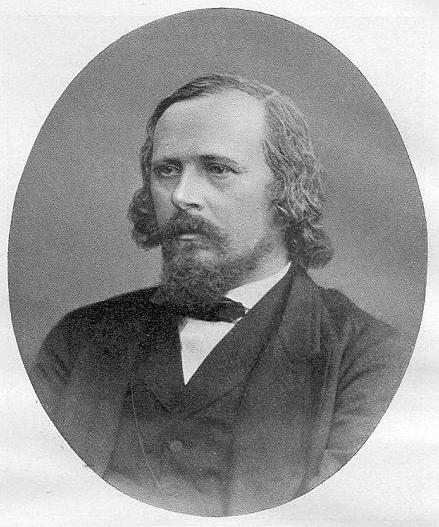
Heinrich (von) Brunn

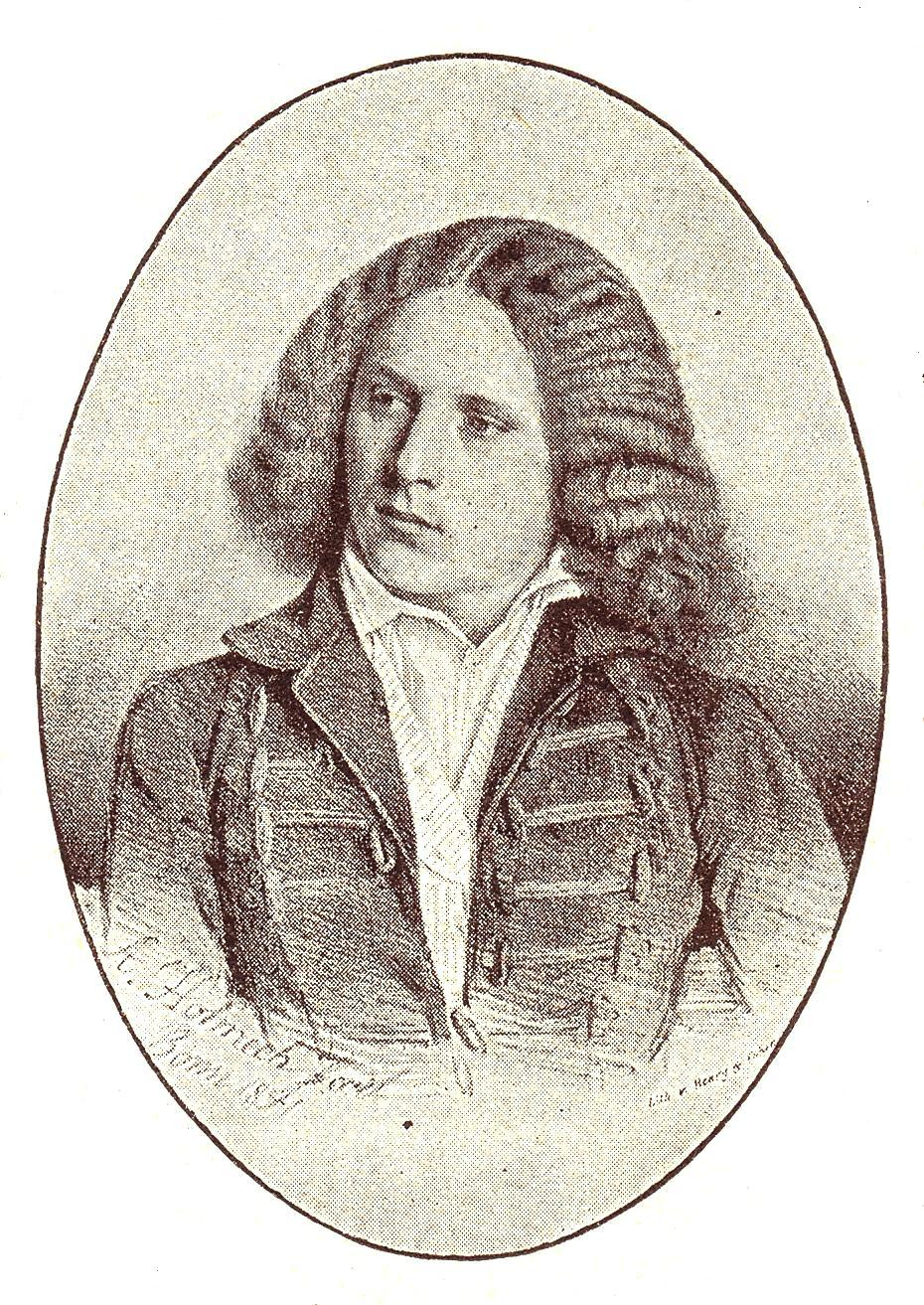
Brunn als Student, 1841

Heinrich von Brunn, anfangs lange Heinrich Brunn, seit 1882 nobilitiert als Ritter von Brunn (* 23. Januar 1822 in Wörlitz; † 23. Juli 1894 in Josephstal bei Schliersee) war ein deutscher Klassischer Archäologe. Heinrich Brunn leistete bedeutende Arbeiten insbesondere zur griechischen Kunstgeschichte.

## Leben und Wirken
Der Sohn eines Pfarrers studierte an der Universität Bonn Klassische Archäologie und Philologie. 1843 wurde er mit der Dissertation Artificum liberae Graeciae tempora promoviert und ging noch im selben Jahr nach Rom, wo er sich als Hilfsarbeiter am Istituto di corrispondenza archeologica verdingte; einige Jahre schlug er sich in Italien mit wissenschaftlichen Gelegenheitsarbeiten durch, bevor er 1854 Kustos an der Universitätsbibliothek Bonn wurde; 1855 erfolgte dort seine Habilitation.
Ende 1856 konnte Brunn an das Istituto di corrispondenza archeologica zurückkehren. Zuvor heiratete er am 9. Dezember (dem Geburtstag Johann Joachim Winckelmanns) die Kaufmannstochter Ida Bürkner, die aus Oranienbaum, also aus Brunns Heimatregion stammte. Aus der Ehe gingen die zwei Töchter und ein Sohn, der Mathematiker Hermann Brunn hervor, der später auch die Schriften seines Vaters herausgeben sollte.
1865 folgte Brunn einem Ruf als ordentlicher Professor auf den neugeschaffenen Lehrstuhl für Klassische Archäologie an der Universität München. Zugleich wurde er Kurator der Glyptothek, der Vasensammlung, der Münzkabinetts sowie Ministerialkommissar für das Gymnasialwesen in Bayern. 1884/85 war er Rektor der Münchener Universität.
Zu seinen Schülern gehörten u. a. Gustav Körte, Adolf Furtwängler, Paul Arndt, Walter Amelung, Arthur Milchhöfer und Heinrich Bulle.
Er wurde auf dem nördlichen Friedhof in München bestattet. Der Grabstein wurde von seinen Freunden, Verehrern und Schülern sowie dem Corps Palatia Bonn, dessen Mitglied er seit 1840 war, errichtet.

## Ehrungen

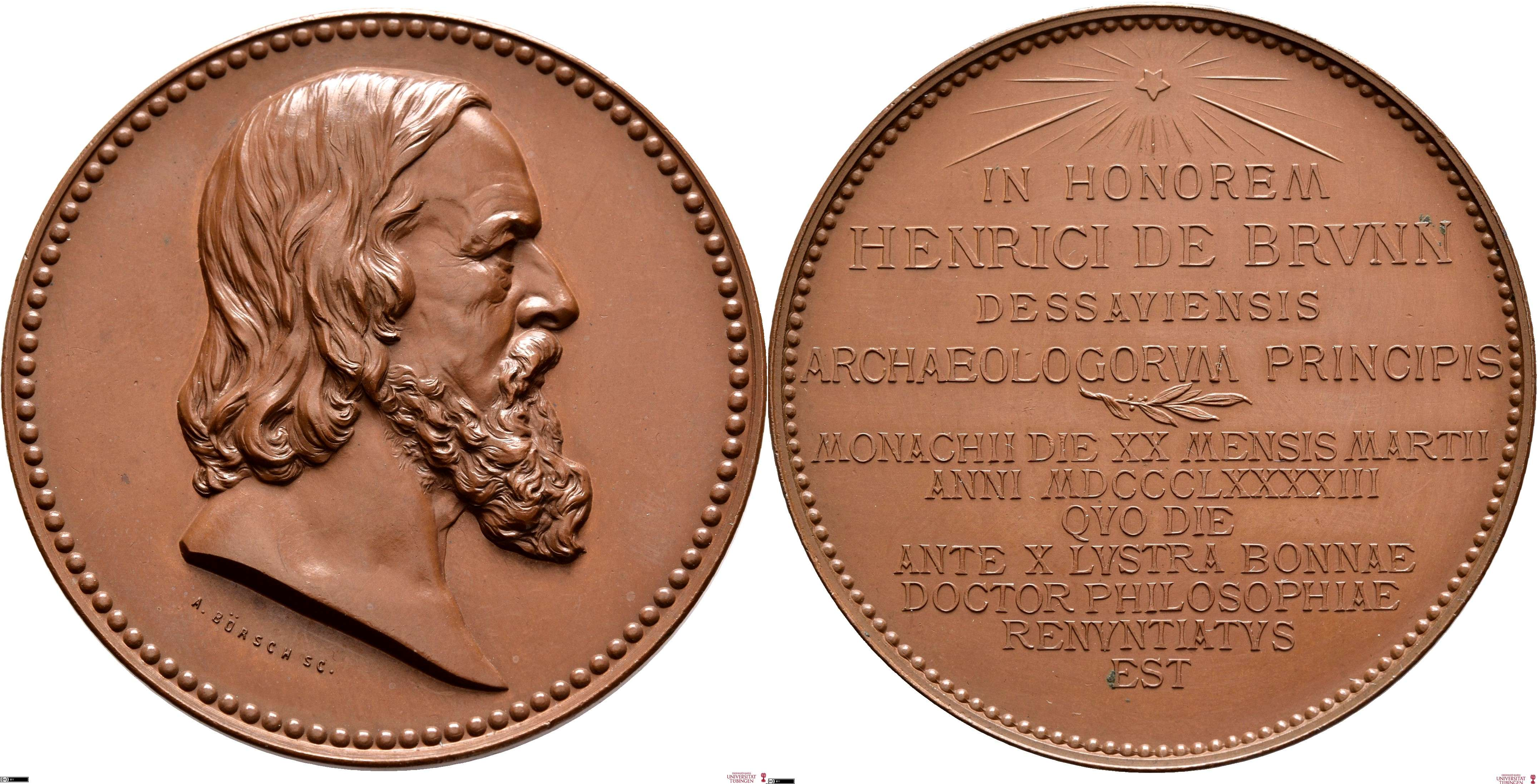
Medaille für Heinrich von Brunn anlässlich seines 50-jährigen Doktorjubiläums 1893

1865 wurde er ordentliches Mitglied der Bayerischen Akademie der Wissenschaften. 1866 wurde er korrespondierendes, 1893 auswärtiges Mitglied der Preußischen Akademie der Wissenschaften. Die Académie royale des Sciences, des Lettres et des Beaux-Arts de Belgique nahm ihn 1871 als assoziiertes Mitglied auf. 1876 wurde er zum korrespondierenden Mitglied der Göttinger Akademie der Wissenschaften gewählt.
1882 wurde er mit der Verleihung des Verdienstordens der Bayerischen Krone in den persönlichen Adelsstand erhoben.

## Veröffentlichungen (Auswahl)
- Geschichte der griechischen Künstler. 2 Bände, Braunschweig u. Stuttgart, 1853–1859. (Digitalisat Band 1); 2. Auflage Stuttgart 1889 (Digitalisat Band 1, Band 2)
- Probleme in der Geschichte der Vasenmalerei. Akademie der Wissenschaften, München 1870. (Digitalisat)
- Beschreibung der Glyptothek König Ludwigs I. von Bayern. 5. Aufl. Ackermann, München 1887.
- Griechische Götterideale. Verlagsanst. für Kunst u. Wiss., München 1893.
- Griechische Kunstgeschichte. Zwei Bände. Bruckmann, München 1893/1897.
- Kleine Schriften. Drei Bände. Teubner, Leipzig 1898/1905/1906.